# Wybory prezydenckie w Niemczech w 2009 roku
Wybory prezydenckie w Niemczech w 2009 roku odbyły się 23 maja w Berlinie. Zgodnie z Ustawą Zasadniczą prezydenta wybierało 13. Zgromadzenie Federalne złożone z deputowanych Bundestagu oraz w równej liczbie elektorów wybranych przez parlamenty lokalne (Landtagi). Z 1223 oddanych głosów urzędujący prezydent Horst Köhler otrzymał 613, czyli bezwzględną większość i w ten sposób został wybrany na drugą kadencję już w pierwszej rundzie głosowania. Tym samym stał się czwartą osobą w historii RFN, która po raz drugi z rzędu została wybrana Prezydentem Federalnym.

## Wyniki
| Runda    | Kandydat       | Liczba głosów | Procent | Partia      |
| -------- | -------------- | ------------- | ------- | ----------- |
| 1. Runda | Horst Köhler   | 613           | 50,08%  | CDU/CSU/FDP |
| 1. Runda | Gesine Schwan  | 503           | 41,09%  | SPD         |
| 1. Runda | Peter Sodann   | 91            | 7,43%   | Die Linke   |
| 1. Runda | Frank Rennicke | 4             | 0,33%   | NPD/DVU     |

Dziesięć osób wstrzymało się od głosu, oddano także dwa nieważne głosy; jeden elektor był nieobecny.

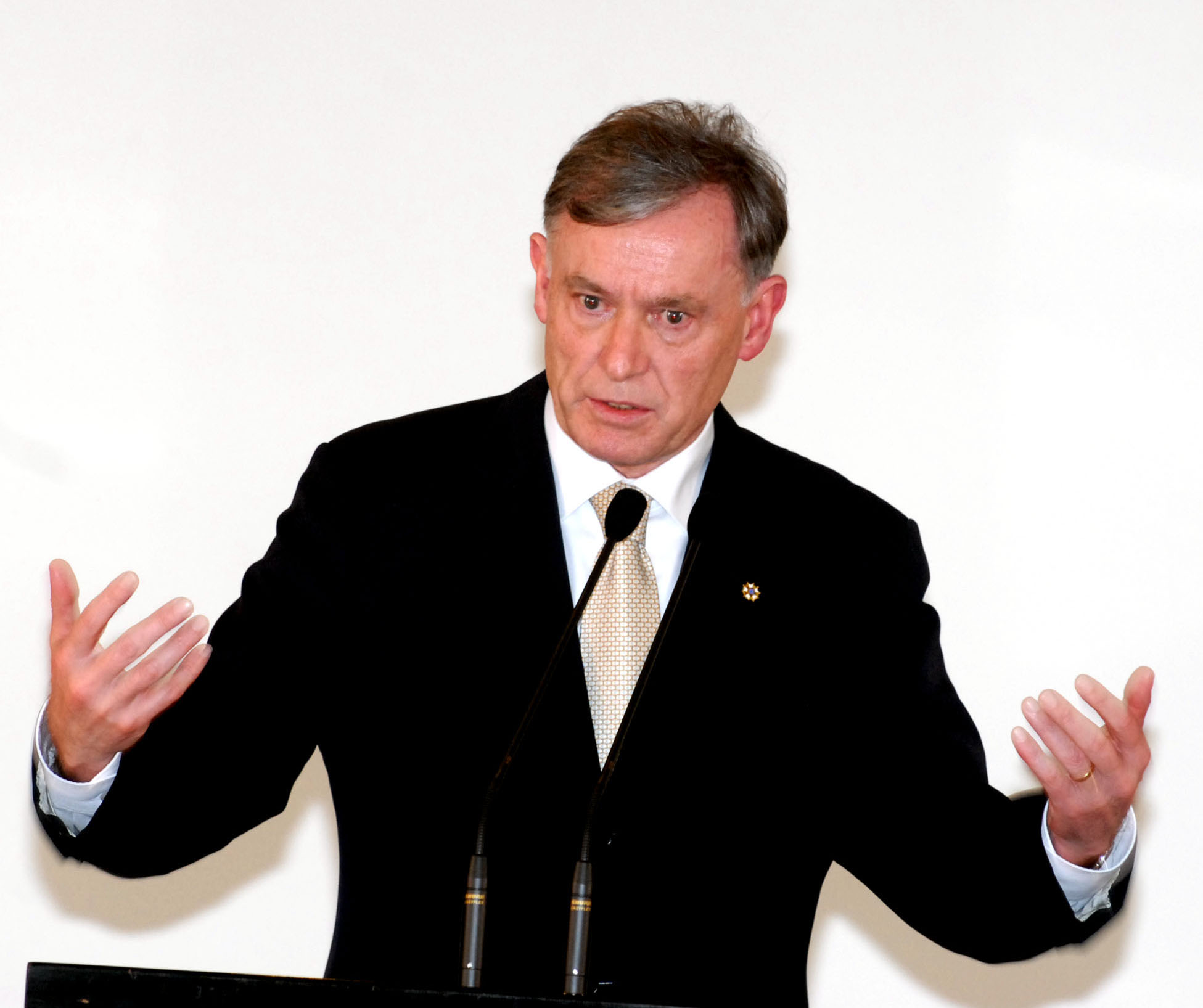
Horst Köhler
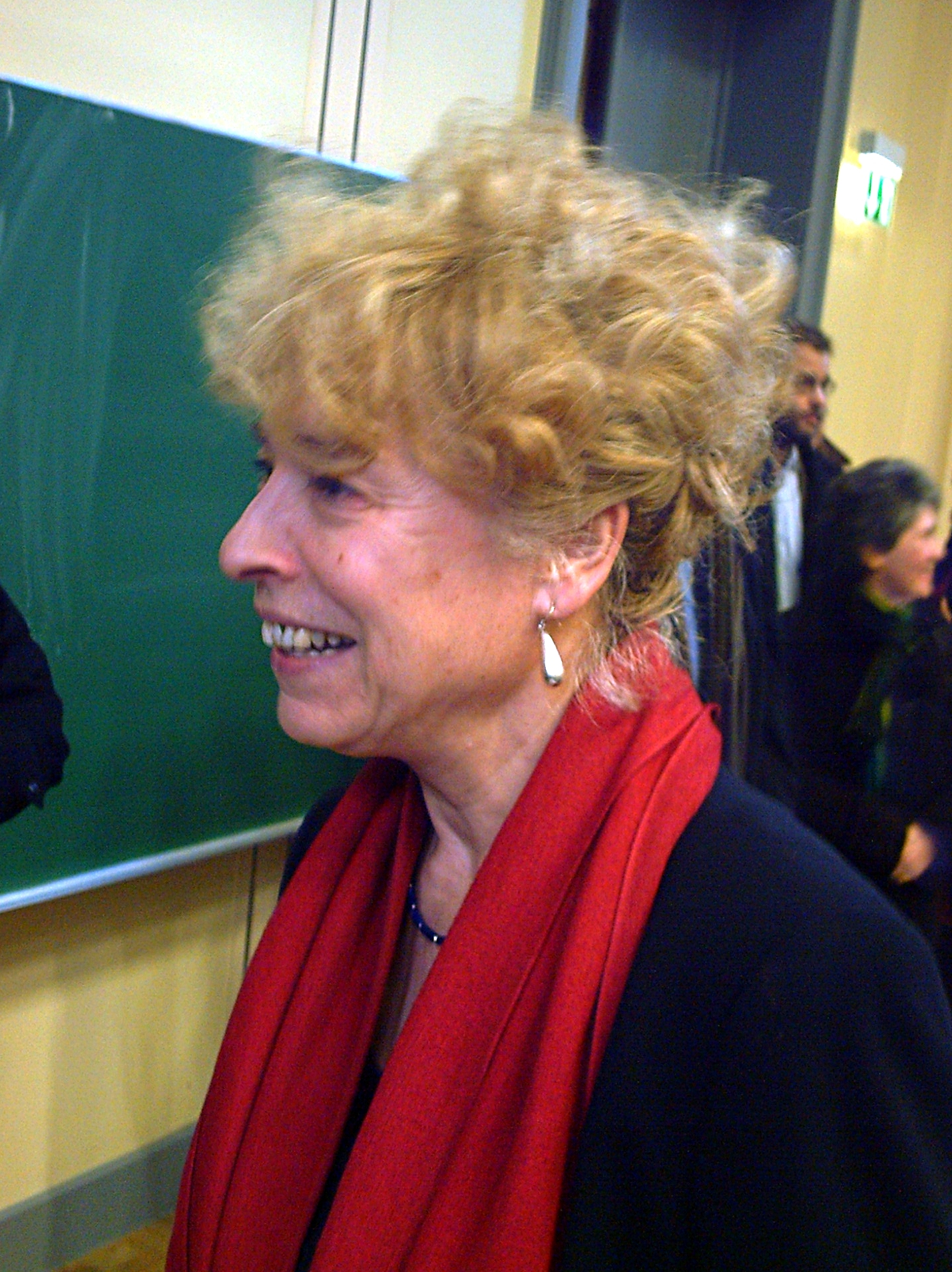
Gesine Schwan - kandydatka SPD
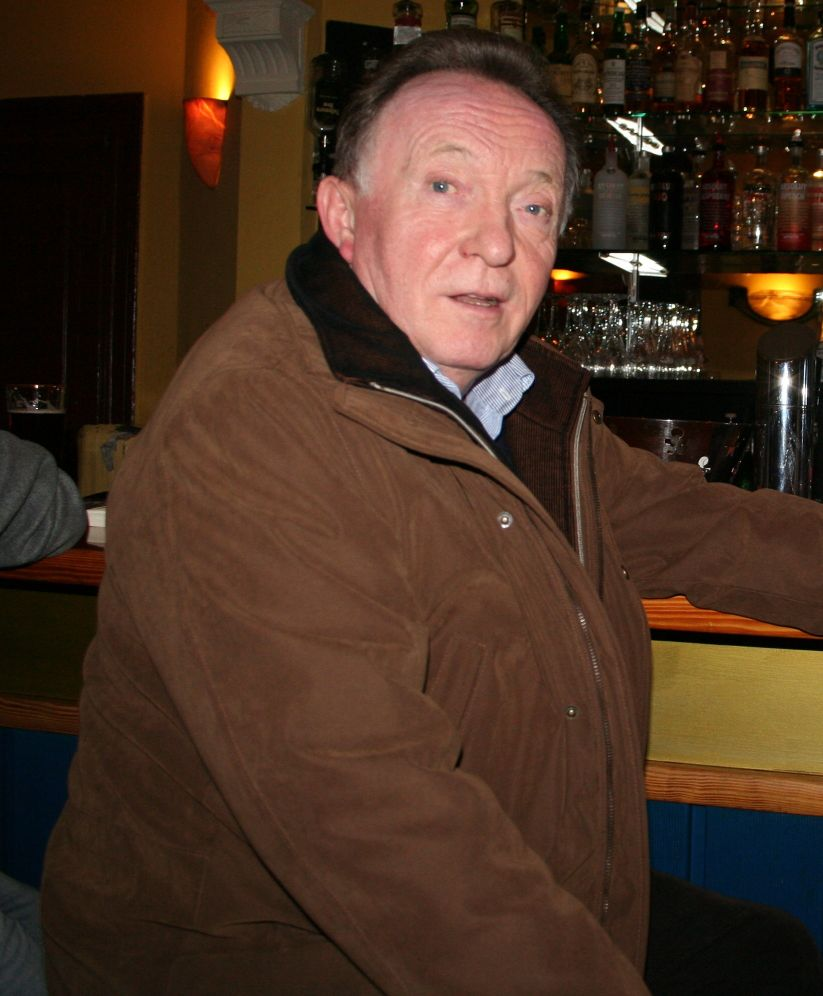
Peter Sodann - kandydat DieLinke
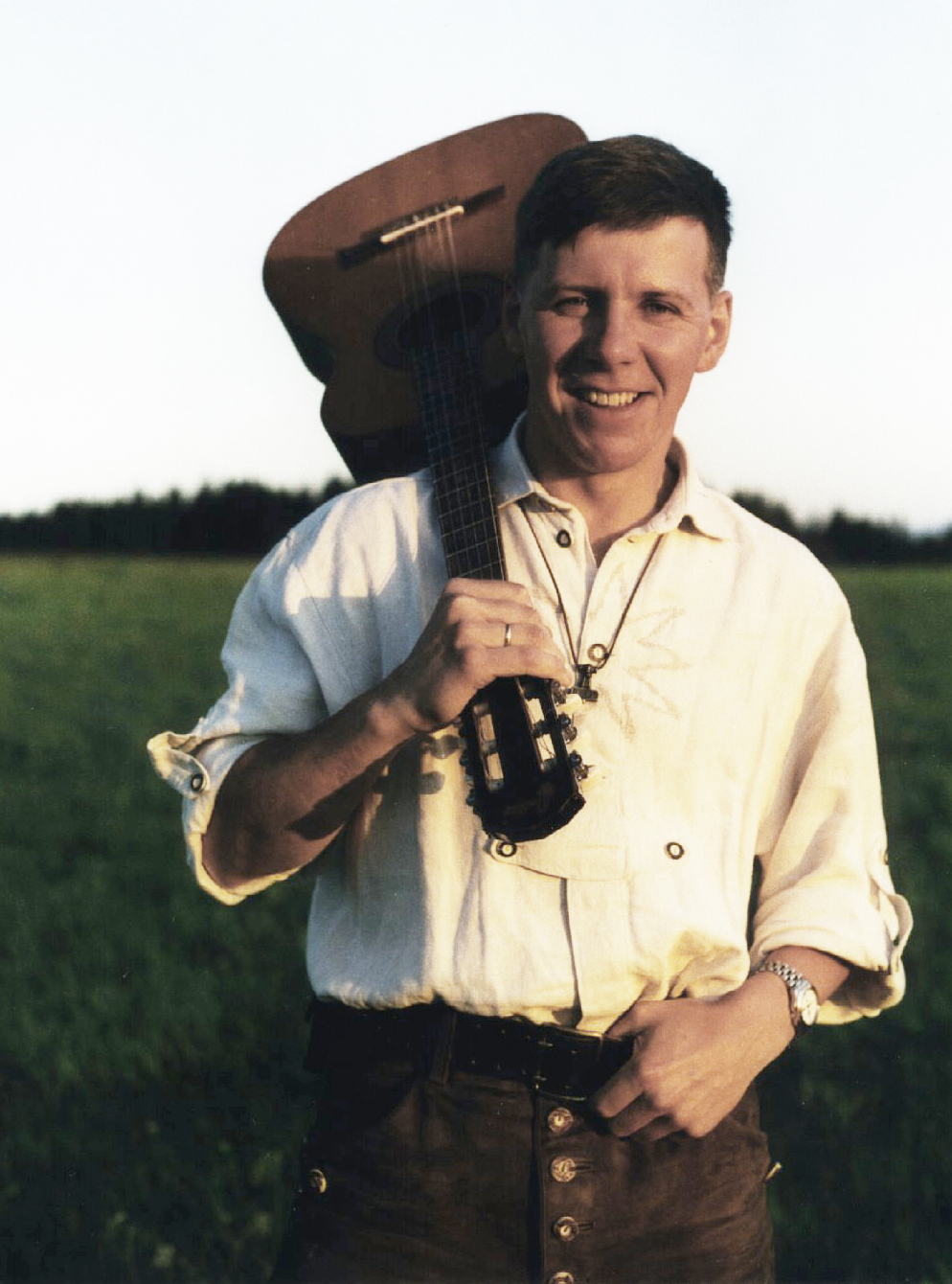
Frank Rennicke - kandydat NPD i DVU